# Meristema
El meristema, en els embriòfits, és el teixit vegetal simple responsable del creixement permanent de la planta. Està constituït per cèl·lules meristemàtiques pluripotents, indiferenciades, amb una alta activitat mitòtica, que es diferenciaran gradualment en els òrgans vegetals.

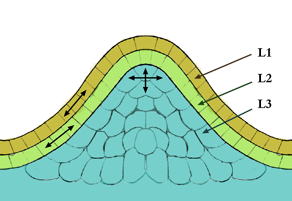
Representació esquemàtica d'una secció microscòpica de les capes de diferenciació d'un meristema apical.

El creixement de la planta es classifica entre primari i secundari. El desenvolupament primari té lloc en totes les plantes, i consisteix en el creixement en llargada de l'organisme. Per altra banda el desenvolupament secundari, present en la majoria de dicotiledònies i gimnospermes, però no en monocotiledònies, es basa en el creixement en gruix.
Els teixits meristemàtics responsables del desenvolupament de la planta es classifiquen entre meristemes primaris i meristemes secundaris.

## Característiques

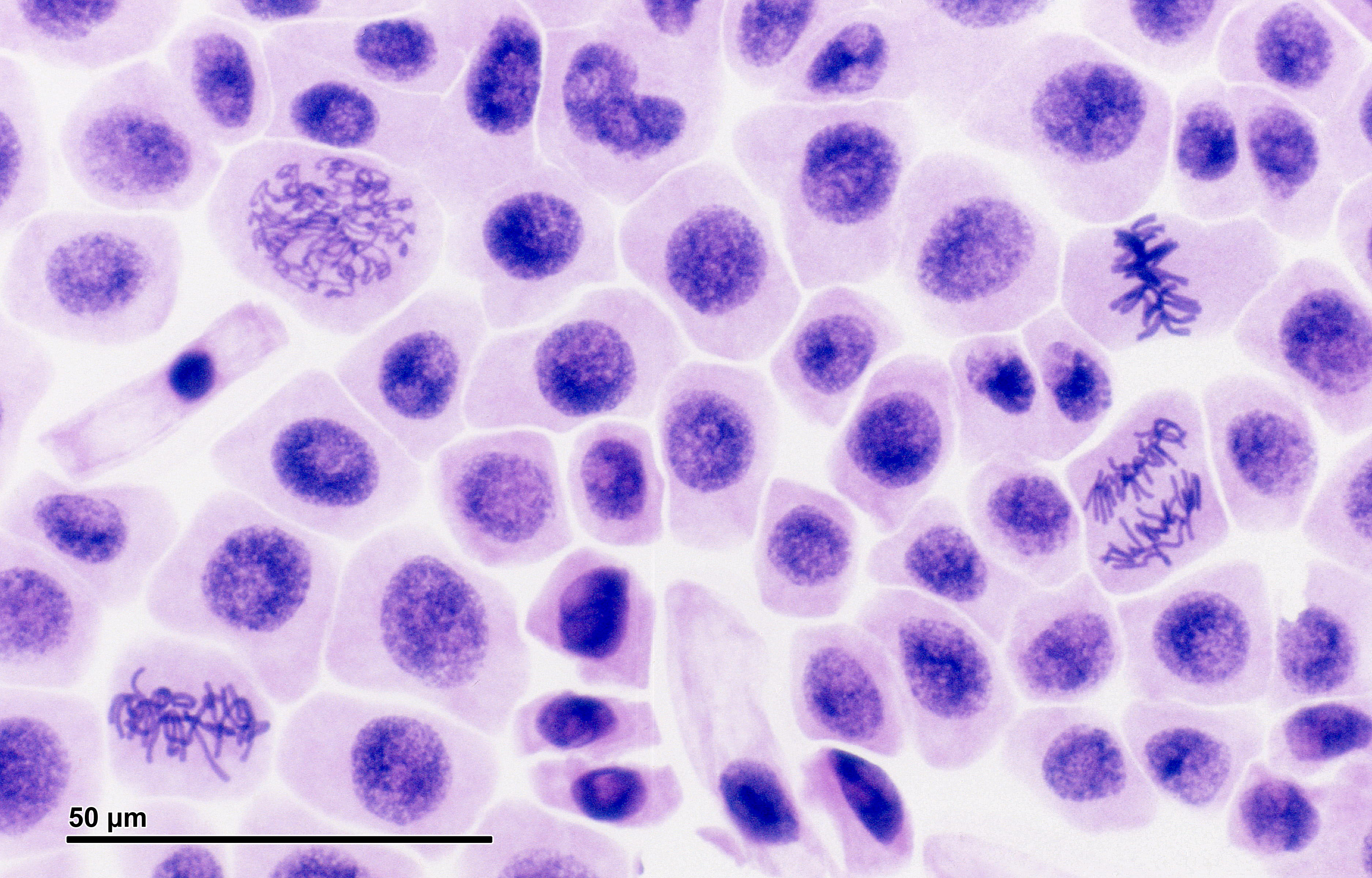
Cèl·lules meristemàtiques d'un meristema apical de ceba en mitosi.

Les cèl·lules meristemàtiques apicals són de mida petita, entre 10-20 μm, de forma isodiamètrica i amb poc espai intercel·lular. A diferència de les cèl·lules diferenciades, el nucli ocupa fins al 50% del volum cel·lular.
Tenen làmina mitjana i paret primària, generalment prima. Degut a l'alta activitat mitòtica contenen abundants ribosomes, aparell de Golgi i mitocondris petits. També poden presentar vacúols: diversos de mida petita o pocs de mida gran.

## Classificació

### Meristemes primaris
Són els responsables del desenvolupament primari de la planta, a partir del creixement en longitud als extrems de l'organisme, és a dir als brots i a les arrels. Distingim entre els meristemes apicals i els intercalars.

#### Meristemes apicals
Els meristemes dels àpex vegetatius són els responsables de la generació dels òrgans de la planta, i deriven tots d'un grup de cèl·lules comunes, que es deslocalitzaran en el desenvolupament embriològic. Es classifiquen en caulinars (brots) i radicals (arrels).
El meristema caulinar  o SAM (del anglès Shoot Apical Meristem) és present en els brots i generaran les fulles i les flors. Pel que respecte els meristemes radicals o RAM (del angles Root Apical Meristem), generaran la vasta extensió d'arrels responsables de l'absorció d'aigua i sals minerals.

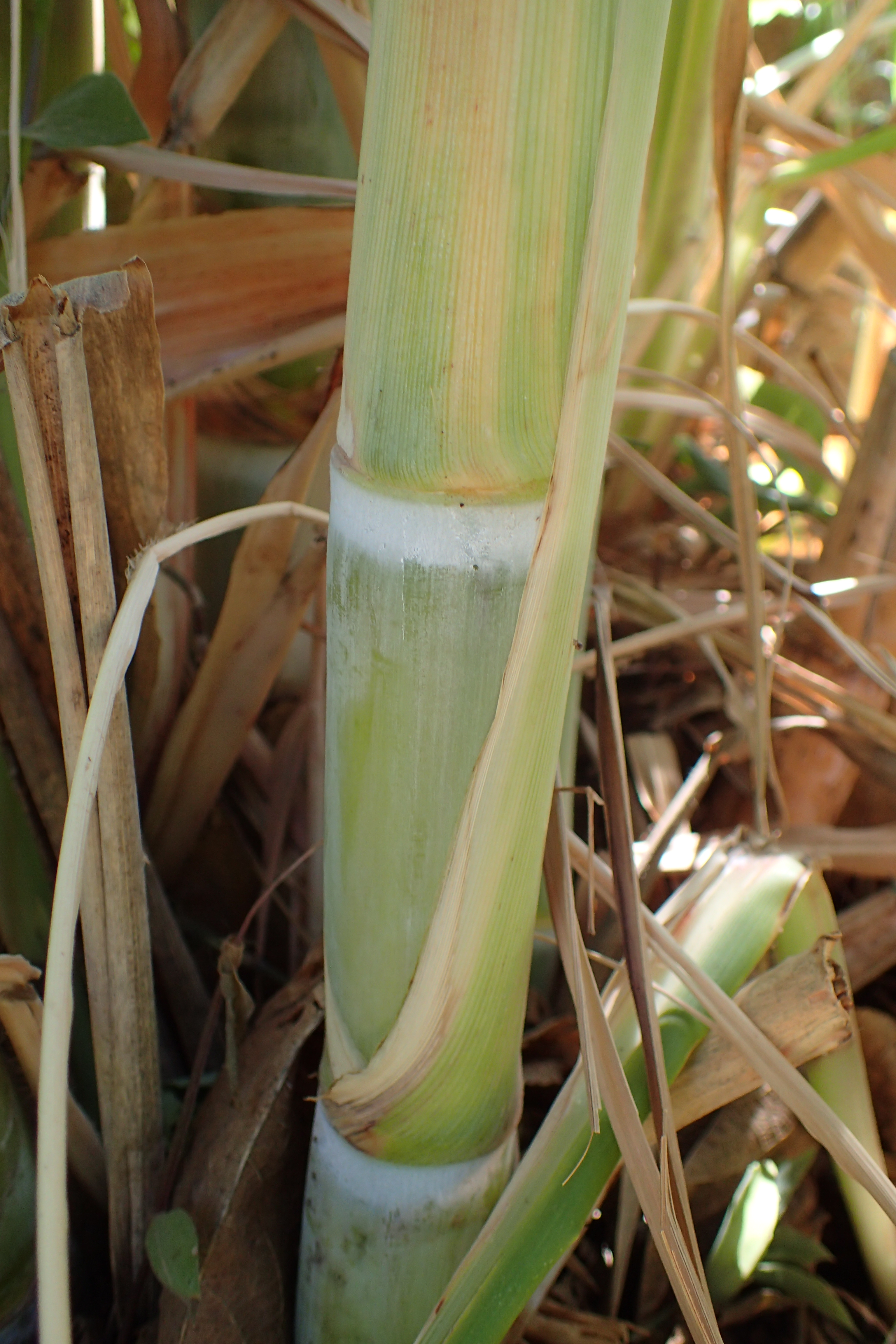
Tronc de la canya de sucre (Saccharum officinarum) on hi podem apreciar els nodes de creixement (anelles blanques). Els meristemes intercalars són els responsables d'aquesta elongació.

#### Meristemes intercalars
Teixit meristemàtic entre els nusos de la tija, responsable del creixement en alçada, un cop format el tronc de la planta.
El seu paper de generació de nou teixit és especialment notable en espècies com el bambú, la canya de sucre, el panís o l'arròs.

### Meristemes secundaris
Són els promotors del desenvolupament secundari del vegetal, que es basa en el creixement en gruix. Els trobarem en el lateral de la tija, i els podem classificar entre càmbium vascular i interfascicular, i el càmbium suberós o fel·logen.